# Scheinschnapper
Die Scheinschnapper (Nemipteridae) leben im tropischen und subtropischen Indischen Ozean und westlichen Pazifik, meist in Küstengewässern mit sandigem Bodengrund. In einigen Ländern, zum Beispiel auf den Philippinen, in China und in Japan, sind Scheinschnapper wichtige Speisefische.

## Merkmale
Die über 60 Arten werden 9 bis 35 Zentimeter lang. Während Jungtiere oft sehr bunt sind, haben die Erwachsenen eine schlichte Färbung. Die Rückenflosse ist durchgehend, der vordere hartstrahlige Teil wird von zehn Stacheln, der hintere weichstrahlige Teil von neun Flossenstrahlen gestützt. Bei der Afterflosse sind es drei Stacheln und sieben Weichstrahlen (acht bei Nemipterus virgatus). Die Schwanzflosse ist gegabelt, der obere Teil bei Nemipterus filamentartig verlängert. Die Anzahl der Branchiostegalstrahlen liegt bei sechs, die der Wirbel bei 24.

## Lebensweise
Scheinschnapper ernähren sich von kleinen, bodenbewohnenden Fischen und von Wirbellosen wie Kopffüßern, Krebstieren und Borstenwürmern.
Wie viele ihrer Verwandten sind die Scheinschnapper protogyne Zwitter. Das heißt, sie sind im Laufe ihres Lebens zuerst Weibchen und wandeln sich dann zum Männchen um.

## Systematik
Die Scheinschnapper bilden zusammen mit den Meerbrassen (Sparidae) und den Großkopfschnappern (Lethrinidae) eine Gruppe verwandter „sparoider“ Familien, die von einigen Wissenschaftlern als Überfamilie (Sparoidea) der Percoidei betrachtet wurde, später jedoch als eigene Ordnung (Spariformes) aus den Barschartigen (Perciformes) ausgegliedert wurde.

## Gattungen und Arten
Es gibt fünf Gattungen und fast 70 beschriebene Arten. Viele dieser Arten sind morphologisch völlig gleich und unterscheiden sich nur in ihrer Färbung.
- Nemipterus Swainson, 1839

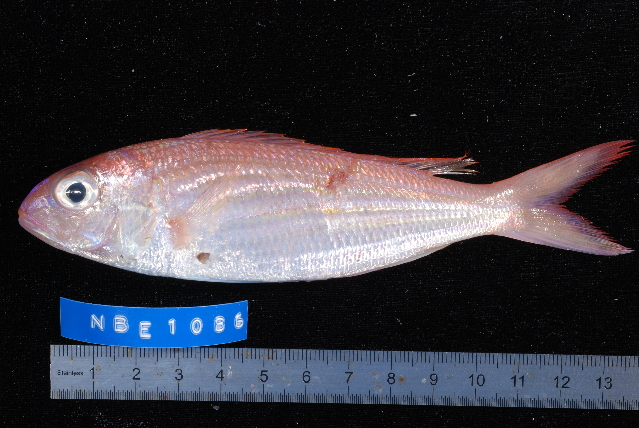
Nemipterus bipunctatus

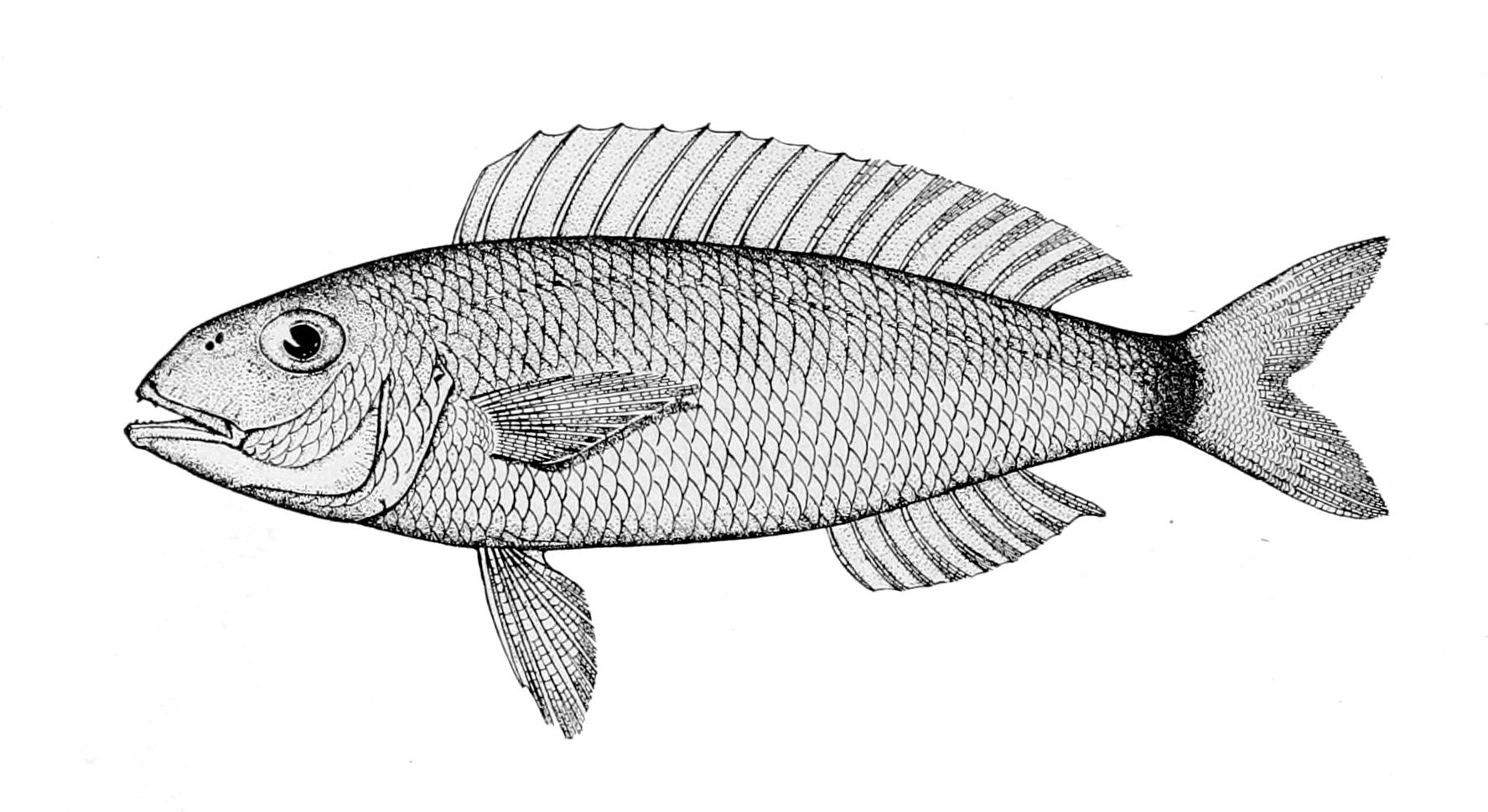
Nemipterus furcosus

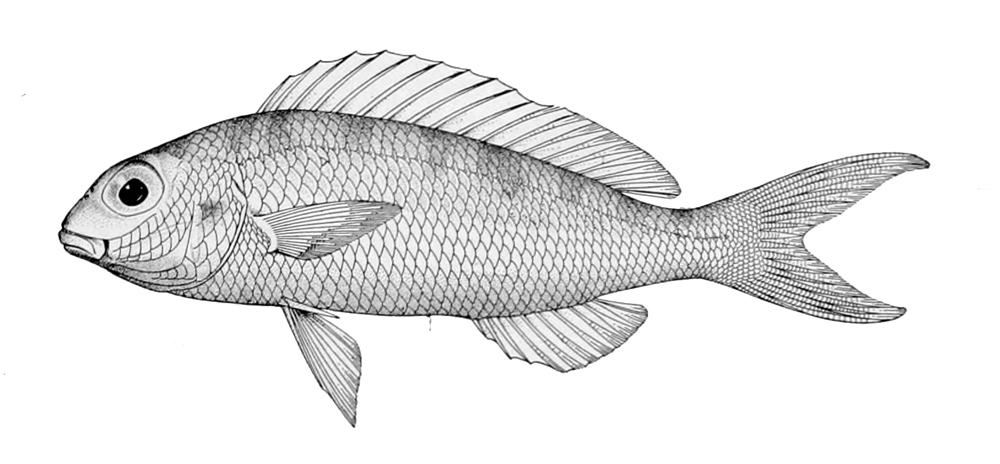
Nemipterus japonicus

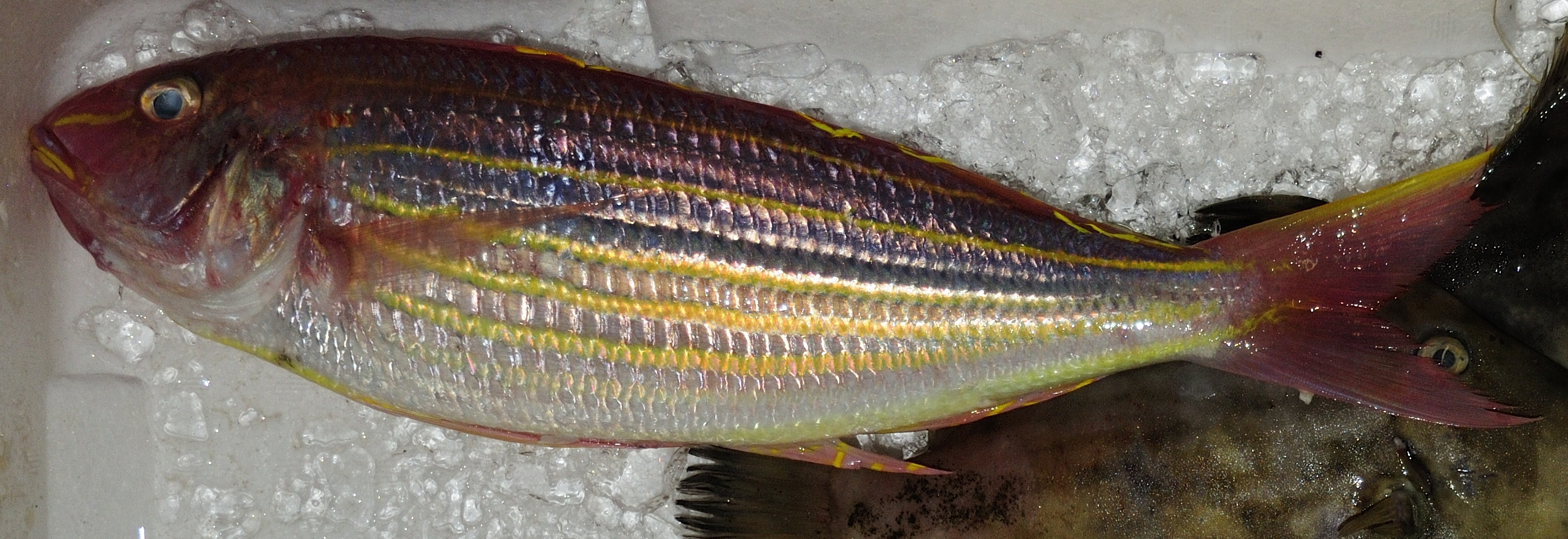
Nemipterus tambuloides

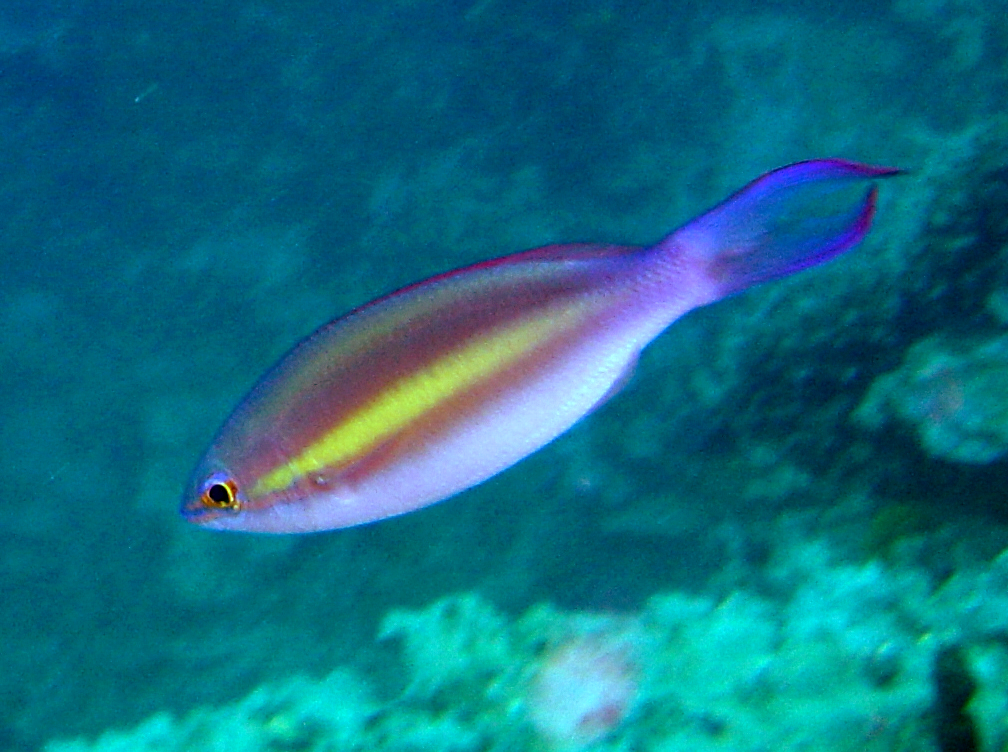
Pentapodus emeryii

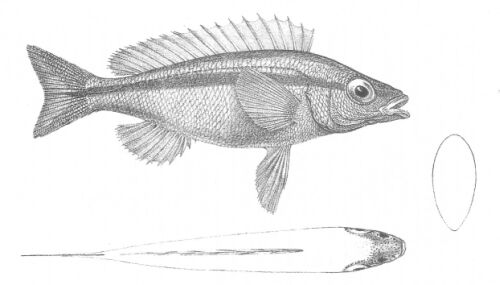
Pentapodus porosus

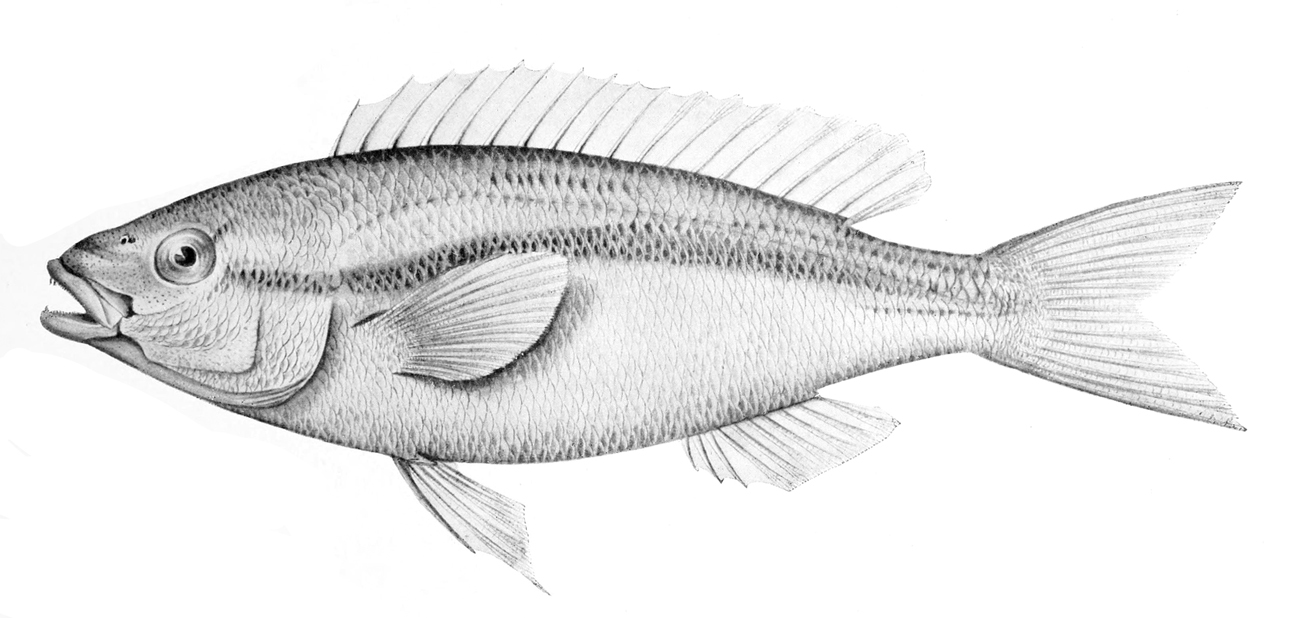
Pentapodus vitta

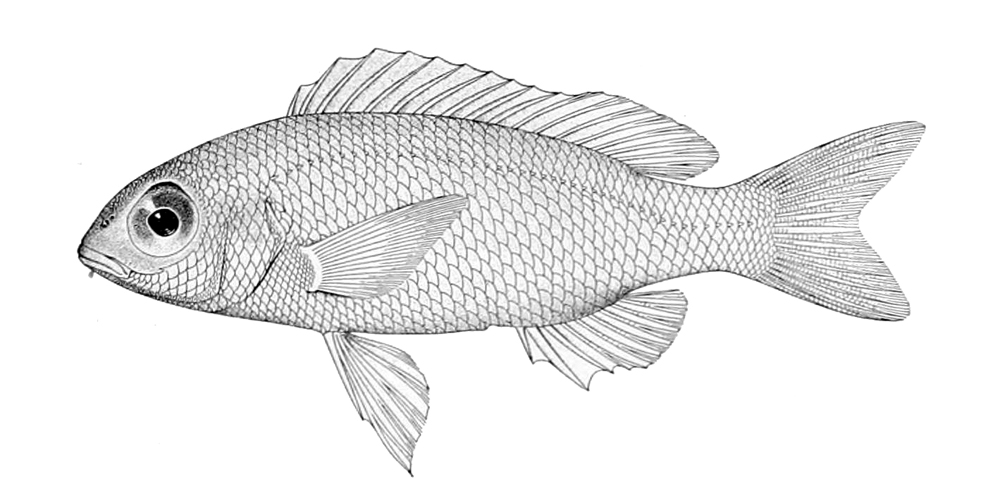
Scolopsis ciliata

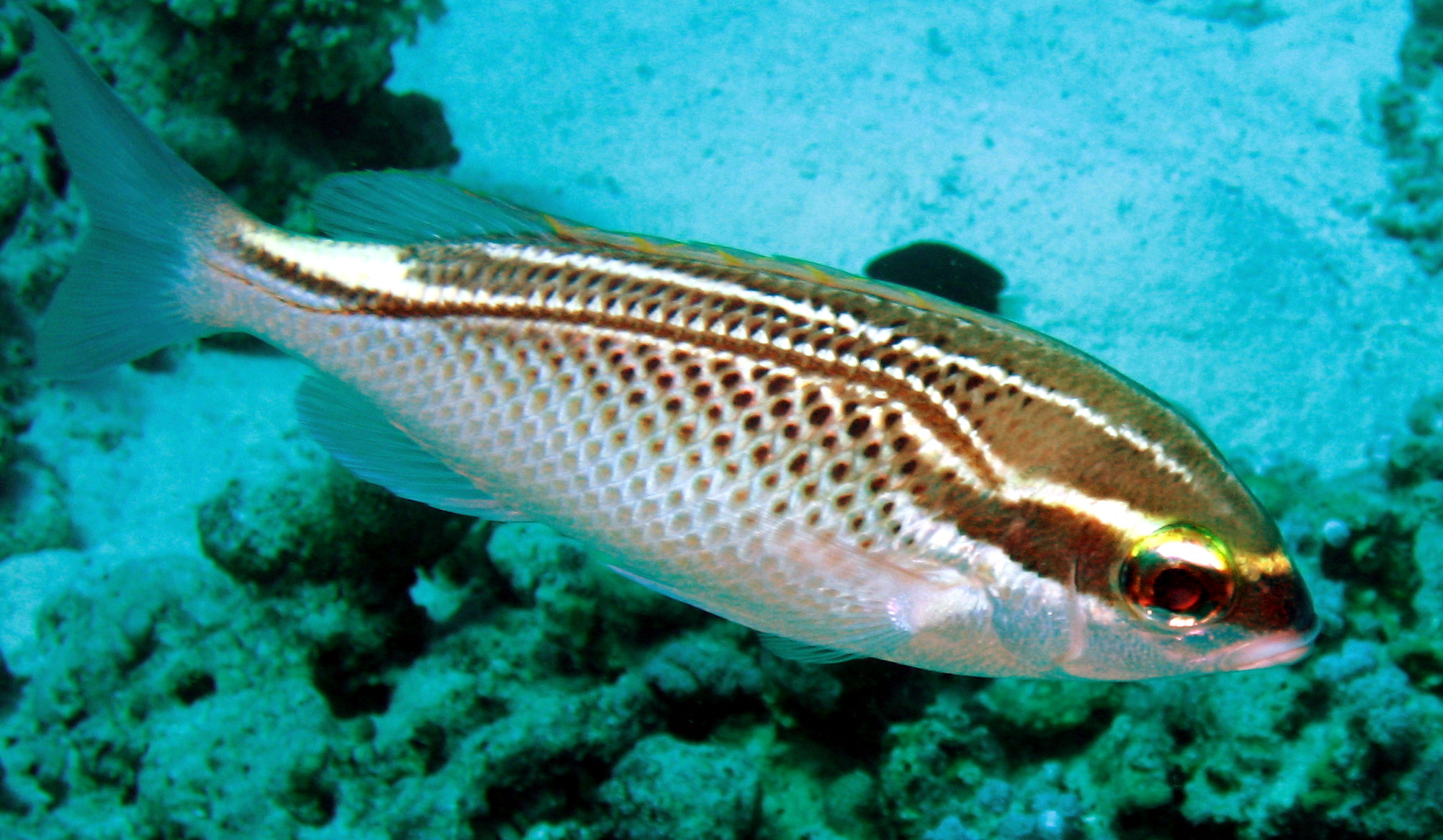
Scolopsis ghanam

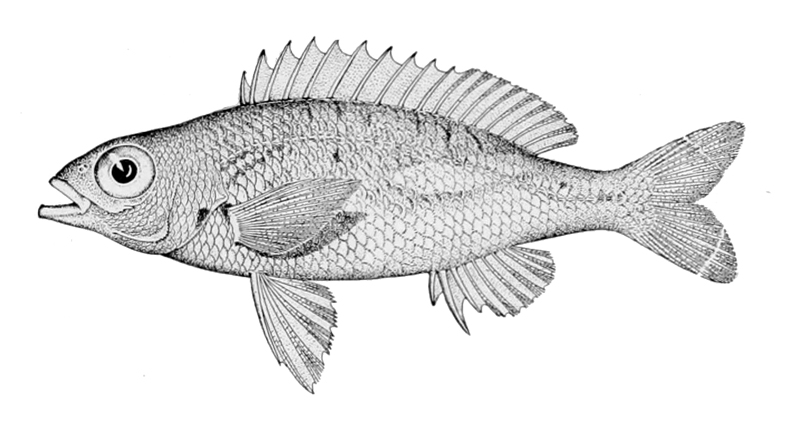
Scolopsis xenochrous

  - Nemipterus aurifilum  (Ogilby, 1910).
  - Nemipterus aurorus  Russell, 1993.
  - Nemipterus balinensis  (Bleeker, 1859).
  - Nemipterus balinensoides  (Popta, 1918).
  - Nemipterus bathybius  Snyder, 1911.
  - Nemipterus bipunctatus  (Valenciennes in Cuvier & Valenciennes, 1830).
  - Nemipterus celebicus  (Bleeker, 1854).
  - Nemipterus flavomandibularis  Russell & Tweddle, 2013.
  - Nemipterus furcosus  (Valenciennes in Cuvier & Valenciennes, 1830).
  - Nemipterus gracilis  (Bleeker, 1873).
  - Nemipterus hexodon  (Quoy & Gaimard, 1824).
  - Nemipterus isacanthus  (Bleeker, 1873).
  - Nemipterus japonicus  (Bloch, 1791).
  - Nemipterus marginatus  (Valenciennes in Cuvier & Valenciennes, 1830).
  - Nemipterus mesoprion  (Bleeker, 1853).
  - Nemipterus nematophorus  (Bleeker, 1853).
  - Nemipterus nematopus  (Bleeker, 1851).
  - Nemipterus nemurus  (Bleeker, 1857).
  - Nemipterus peronii  (Valenciennes in Cuvier & Valenciennes, 1830).
  - Nemipterus randalli  Russell, 1986.
  - Nemipterus sugillatus Russell & Ho, 2017.
  - Nemipterus tambuloides  (Bleeker, 1853).
  - Nemipterus theodorei  Ogilby, 1916.
  - Nemipterus thosaporni  Russell, 1991.
  - Nemipterus virgatus  (Houttuyn, 1782).
  - Nemipterus vitiensis  Russell, 1990.
  - Nemipterus zysron  (Bleeker, 1857).
- Parascolopsis Boulenger, 1901
  - Parascolopsis aspinosa (Rao & Rao, 1981).
  - Parascolopsis baranesi Russell & Golani, 1993.
  - Parascolopsis boesemani (Rao & Rao, 1981).
  - Parascolopsis capitinis Russell, 1996.
  - Parascolopsis eriomma (Jordan & Richardson, 1909).
  - Parascolopsis inermis (Temminck & Schlegel, 1843).
  - Parascolopsis melanophrys Russell & Chin, 1996.
  - Parascolopsis qantasi Russell & Gloerfelt-Tarp, 1984.
  - Parascolopsis rufomaculatus Russell, 1986.
  - Parascolopsis tanyactis Russell, 1986.
  - Parascolopsis tosensis (Kamohara, 1938).
  - Parascolopsis townsendi Boulenger, 1901.
- Pentapodus Quoy & Gaimard, 1824
  - Pentapodus aureofasciatus Russell, 2001.
  - Pentapodus berryae Allen et al., 2018.
  - Pentapodus bifasciatus (Bleeker, 1848).
  - Fangzahn-Scheinschnapper (Pentapodus caninus) (Cuvier, 1830).
  - Emerys Scheinschnapper (Pentapodus emeryii) (Richardson, 1843).
  - Pentapodus nagasakiensis (Tanaka, 1915).
  - Pentapodus paradiseus (Günther, 1859).
  - Pentapodus porosus (Valenciennes, 1830).
  - Schmetterlings-Scheinschnapper (Pentapodus setosus) (Valenciennes, 1830).
  - Dreistreifen-Scheinschnapper (Pentapodus trivittatus) (Bloch, 1791).
  - Streifen-Scheinschnapper (Pentapodus vitta) Quoy & Gaimard, 1824.
- Scaevius Whitley, 1947
  - Scaevius milii (Bory de Saint-Vincent, 1823).
- Scolopsis Cuvier, 1814
  - Gelbschwanz-Scheinschnapper (Scolopsis affinis) Peters, 1877.
  - Goldener Scheinschnapper (Scolopsis aurata) (Park, 1797).
  - Schärpen-Scheinschnapper (Scolopsis bilineata) (Bloch, 1793).
  - Scolopsis bimaculatus Rüppell, 1828.
  - Silberstreifen-Scheinschnapper (Scolopsis ciliata) (Lacépède, 1802).
  - Breitstreifen-Scheinschnapper (Scolopsis frenatus) (Günther, 1859).
  - Arabischer Scheinschnapper (Scolopsis ghanam) (Forsskål, 1775).
  - Würfel-Scheinschnapper (Scolopsis lineata) Quoy & Gaimard, 1824.
  - Perlen-Scheinschnapper (Scolopsis margaritifera) (Cuvier, 1830).
  - Scolopsis meridiana Nakamura et al., 2018.
  - Monokel-Scheinschnapper (Scolopsis monogramma) (Cuvier, 1830).
  - Scolopsis taeniatus (Cuvier, 1830).
  - Scolopsis taenioptera (Valenciennes, 1830).
  - Kiemengelbrand-Scheinschnapper (Scolopsis temporalis) (Cuvier, 1830).
  - Dreistreifen-Scheinschnapper (Scolopsis trilineata) Kner, 1868.
  - Weißwangen-Scheinschnapper (Scolopsis vosmeri) (Bloch, 1792).
  - Neon-Scheinschnapper (Scolopsis xenochrous) Günther, 1872.